# Dichorisandra ulei
Dichorisandra ulei là một loài thực vật có hoa trong họ Commelinaceae. Loài này được J.F.Macbr. mô tả khoa học đầu tiên năm 1931.